# Mariasole Di Maio
Mariasole Di Maio (Napoli, 29 luglio 2001) è un'attrice italiana. È nota per il ruolo di Speranza Altieri nella soap opera di Rai 3 Un posto al sole.

## Biografia
Sin da piccola mostra interesse per l’arte e inizia a studiare recitazione e a frequentare il Giffoni Film Festival come giurata e il CET (Centro Europeo Toscolano) di Mogol. 
A 17 anni è nella produzione del Jazzit Fest per la rivista nazionale Jazzit Magazine. 
Finito il liceo scientifico Mariasole studia tra la New York Film Academy e il Centro Sperimentale di Cinematografia decidendo poi di iscriversi alla facoltà di architettura alla Federico II a Napoli e di intraprendere contemporaneamente la carriera di attrice. 
A 19 anni si trasferisce a Roma per studiare cinema.

### Carriera
Mariasole ha iniziato la sua carriera lavorando come modella per Enrico Coveri School, Original Marines, Gaialuna. È apparsa nelle pubblicità di Sanpellegrino e BPER.
Esordisce sul piccolo schermo nel 2011 con la serie Rai La Nuova Squadra - Spaccanapoli dove ha interpretato la figlia di Antonio Gerardi. 
Debutta al cinema a 17 anni con il film d’essai Il diario di Carmela di cui è l’attrice protagonista. Nello stesso anno è nelle ‘Future Visioni’ della rivista Marie Claire. 
Nel 2020, al Teatro d’Innovazione Stabile Galleria Toledo debutta a teatro con lo spettacolo Figlie di Cagna tratto da ‘La trilogia della città di K.’ di Agota Kristof.
Nello stesso anno, prende parte anche allo spettacolo Falstaff e il suo Re di Stefano Reali tratto dall’Enrico IV di Shakespeare. 
Dal 2021 al 2024 è stata parte del cast della soap opera di Rai 3 Un posto al sole nelle vesti di Speranza Altieri.

## Filmografia

### Cinema
- Il diario di Carmela, di Vincenzo Caiazzo (2019)
- Amore postatomico[4] (2022), di Vincenzo Caiazzo

### Televisione
- La nuova squadra - Spaccanapoli (2011)
- Un posto al sole (2021-2024)

### Teatro
- Figlie di Cagna, di Enrico Basile (2020)
- Falstaff e il suo Re, di Stefano Reali (2020)

### Pubblicità
- San Bitter per San Pellegrino (2008)
- BPER Banca (2008)

## Riconoscimenti
- Riconoscimento d'Eccellenza dall’intergruppo Parlamentare “sviluppo sud, aree fragili e isole minori”[5] (2024)
- Premio “Donne Per Napoli” per la categoria Audiovisivo[6] (2022)
- Premio ‘Cinema è Donna’ alla 23 edizione del festival di Lenola[7] (2022)
- Premio ‘Migliore Attrice Protagonista’ per Il diario di Carmela al festival Inventa un Film[8] (2019)